# オマル・ゴベア
オマル・ニコラス・ゴベア・ガルシア（Omar Nicolás Govea García, 1996年1月18日 - ）は、メキシコ・サン・ルイス・ポトシ州サン・ルイス・ポトシ出身のサッカー選手。元メキシコ代表。リーガ1・FCヴォルンタリ所属。ポジションはMF。

## クラブ経歴
2010年にサン・ルイスFCのユースアカデミーに入所。2012年にクラブ・アメリカのユースチームに加入。以降ユースリーグでプレーし、トップチームデビューのないまま2015年7月にFCポルトのBチームへのローン移籍が決定。2015-16シーズンはBチームで36試合に出場。2016年5月4日のポルトへの完全移籍が決定し、2020年までの契約を締結。2016-17シーズンもBチームでプレーし、2017年7月にロイヤル・エクセル・ムスクロンへのローン移籍が決定。2017-18シーズンは28試合4ゴールを記録し、翌シーズンはロイヤル・アントワープFCでプレー。
2019年7月9日、SVズルテ・ワレヘムへの完全移籍が発表され、3年契約を締結。同年11月には現地メディアが選ぶ月間MVP投票の5位に選出された。

## 代表経歴
2017年11月にメキシコ代表初招集。13日のポーランド戦で代表デビュー。2018年3月にも招集され、2018 FIFAワールドカップ代表メンバー選出の可能性が高まるも、最終選考で落選した。

## 人物
- 2020年8月、無免許飲酒運転で事故を起こし、逮捕されるという騒動を起こした[4]。